# First 260
Il First 260 è una imbarcazione a vela progettata dal Gruppo Finot.

## Descrizione
Le caratteristiche di questa imbarcazione sono: semplicità di manovra, stabilità a barca sbandata, e buone prestazioni a tutte le andature. Una zona cucina, un piccolo carteggio, cuccette in dinette e il locale wc ricavato nel passaggio quadrato-prua.
È un compromesso tra buone prestazioni veliche e comfort, modello veloce, stabile e sicuro. Finiture e comfort di buon livello e sufficiente per uso crocieristico con famiglia.

## Struttura
Lo scafo è in poliestere rinforzato con fibra di vetro. È strutturato da una piastra di supporto generale che crea nervature longitudinali e trasversali.
La coperta è in sandwich (stampato su entrambi i lati).

## Galleria d'immagini

Interno
Interno